# Buu Nygren

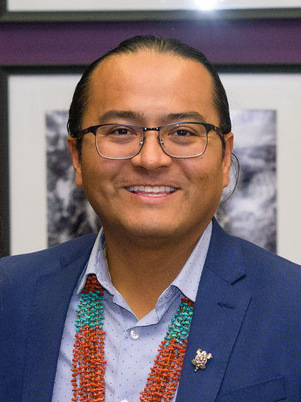
Buu Nygren, 2023

Buu Nygren (* 25. Dezember 1986 in Blanding (Utah)) ist der 10. Präsident der Navajo Nation.

## Leben
Nygren ist der Sohn eines Südvietnamesen und einer Navajo. Er besuchte die High School in Red Mesa in der Nähe der Four Corners im Bundesstaat Arizona und arbeitete später in der Baubranche. 2018 kandidierte er vergeblich mit dem früheren Präsidenten der Navajo Nation, Joe Shirley Jr., für das Amt als dessen Vizepräsident.
Bei den Wahlen 2022 wurde er mit 34 890 (53 %) Stimmen zum Präsidenten gewählt und trat sein Amt am 10. Januar 2023 an. Nygren war mit damals 35 Jahren der jüngste Präsident, den die Navajo Nation bisher wählte.